# Данска на Европском првенству у атлетици у дворани 2021.
Данска је учествовала на  36. Европском првенству у дворани 2021 који се одржао у Торуњу, Пољска, од 4. до 7. марта. Ово је било тридесето Европско првенство у дворани од 1970. године када је Данска први пут учествовала. Репрезентацију Данске представљало је 15 спортиста (11 мушкараца и 4 жене) који су се такмичили у 8 дисциплина (5 мушких и 4 женске).
На овом првенству такмичари Данске нису освојили ниједну медаљу. У табели успешности према броју и пласману такмичара који су учествовали у финалним такмичењима (првих 8 такмичара) Данска је са 1 учесником у финалу заузела 34 место са 1 бодом.
| Плас. | Земља  | 1. место | 2. место | 3. место | 4. место | 5. место | 6. место | 7. место | 8. место | Бр. финал. - Бод. |
| ----- | ------ | -------- | -------- | -------- | -------- | -------- | -------- | -------- | -------- | ----------------- |
| 34.   | Данска | −        | −        | −        | −        | −        | −        | 1−1      | −        | 1−1               |

## Учесници
| Мушкарци: - Којо Мусах — 60 м - Емил Мадер Кјер — 60 м - Симон Хансен — 60 м - Густав Лундхолм Нилсен — 400 м - Андреас Холст Линдгрен — 1.500 м - Микаел Јохнсен — 1.500 м - Кристијан Улдбјерг Хансен — 1.500 м - Јоел Иблер Лилесе — 3.000 м - Микел Дал-Јесен — 3.000 м - Јакоб Дибдал Абрахамсен — 3.000 м - Андреас Мартинсен — 60 м препоне | Жене: - Астрид Гленер-Френдсен — 60 м - Матилде Крамер — 60 м - Алберте Кјер Педерсен — 3.000 м - Мете Граверсгард — 60 м препоне |  |

## Резултати

### Мушкарци
| Атлетичар                 | Дисциплина   | Лични рекорд | Квалификације     | Квалификације | Полуфинале            | Полуфинале            | Финале                | Финале       | Детаљи                                   |
| Атлетичар                 | Дисциплина   | Лични рекорд | Резултат          | Место         | Резултат              | Место                 | Резултат              | Место        | Детаљи                                   |
| ------------------------- | ------------ | ------------ | ----------------- | ------------- | --------------------- | --------------------- | --------------------- | ------------ | ---------------------------------------- |
| Којо Мусах                | 60 м         | 6,61 НР      | 6,65 КВ           | 1. у гр. 5    | 6,63 КВ               | 2. у гр. 1            | 6,68                  | 8 / 63 (65)  |                                          |
| Емил Мадер Кјер           | 60 м         | 6,77         | 6,82              | 7. у гр. 6    | Нису се квалификовали | Нису се квалификовали | Нису се квалификовали | 51 / 63 (65) |                                          |
| Симон Хансен              | 60 м         | 6,75         | 6,83 (.827)       | 6. у гр. 8    | Нису се квалификовали | Нису се квалификовали | Нису се квалификовали | 53 / 63 (65) |                                          |
| Густав Лундхолм Нилсен    | 400 м        | 47,41        | 47,65 (.644)      | 5. у гр. 9    | Нису се квалификовали | Нису се квалификовали | Нису се квалификовали | 31 / 48 (49) |                                          |
| Андреас Холст Линдгрен    | 1.500 м      | 3:41,34      | 3:41,25 (.245) ЛР | 4. у гр. 3    |                       |                       | Нису се квалификовали | 15 / 50 (51) | Архивирано на веб-сајту (30. април 2021) |
| Микаел Јохнсен            | 1.500 м      | 3:43,20      | 3:43,76           | 8. у гр. 2    | 32 / 50 (51)          |                       | Нису се квалификовали |              | Архивирано на веб-сајту (30. април 2021) |
| Кристијан Улдбјерг Хансен | 1.500 м      | 3:44,50      | 3:50,18           | 12. у гр. 1   | 48 / 50 (51)          |                       | Нису се квалификовали |              | Архивирано на веб-сајту (30. април 2021) |
| Јоел Иблер Лилесе         | 3.000 м      | 7:52,47      | 7:56,30           | 8. у гр. 2    | 19 / 31 (34)          |                       | Нису се квалификовали |              |                                          |
| Микел Дал-Јесен           | 3.000 м      | 7:55,12      | 8:03,50           | 9. у гр. 3    | 25 / 31 (34)          |                       | Нису се квалификовали |              |                                          |
| Јакоб Дибдал Абрахамсен   | 3.000 м      | 7:56,86      | 8:08,04           | 8. у гр. 1    | 28 / 31 (34)          |                       | Нису се квалификовали |              |                                          |
| Андреас Мартинсен         | 60 м препоне | 7,68         | 7,85 (.846) кв    | 5. у гр. 3    | 7,87 (.863)           | 6. у гр. 1            | Нису се квалификовали | 21 / 35      | Архивирано на веб-сајту (30. април 2021) |

### Жене
| Атлетичарка            | Дисциплина   | Лични рекорд | Квалификације      | Квалификације      | Полуфинале            | Полуфинале            | Финале                | Финале                | Детаљи                                   |
| Атлетичарка            | Дисциплина   | Лични рекорд | Резултат           | Место              | Резултат              | Место                 | Резултат              | Место                 | Детаљи                                   |
| ---------------------- | ------------ | ------------ | ------------------ | ------------------ | --------------------- | --------------------- | --------------------- | --------------------- | ---------------------------------------- |
| Астрид Гленер-Френдсен | 60 м         | 7,33         | 7,36 (.360) кв     | 4. у гр. 5         | 7,32 (.319) НР, ЛР    | 5. у гр. 1            | Није се квалификовала | 17 / 42 (43)          |                                          |
| Матилде Крамер         | 60 м         | 7,34 НР      | Дисквалификована   | Дисквалификована   | Није се квалификовала | Није се квалификовала | Није се квалификовала | Није се квалификовала | Архивирано на веб-сајту (30. април 2021) |
| Алберте Кјер Педерсен  | 3.000 м      | 9:07,28      | 9:00,80 НР, ЛР     | 7. у гр. 1         |                       |                       | није се квалификовала | 13 / 22 (25)          | Архивирано на веб-сајту (30. април 2021) |
| Мете Граверсгард       | 60 м препоне | 8,23 НР      | Није завршила трку | Није завршила трку | Није се квалификовала | Није се квалификовала | Није се квалификовала | Није се квалификовала | Архивирано на веб-сајту (30. април 2021) |